# 2. Berlini Nemzetközi Filmfesztivál
A 2. Berlini Nemzetközi Filmfesztivál 1952. június 12. és 25. között került megrendezésre. Az Arany Medve díjat Arne Mattsson filmje, a Egy nyáron át táncolt nyerte. A fesztiválnak nem volt zsűrije, mert a FIAPF akkor csak az A-listás fesztiváloknak engedte, ami az '50-es években csak a cannes-i és a Velencei Nemzetközi Filmfesztivál volt. Végül 1956-ban a Berlinálét is A-listássá minősítették.
A fesztiválon eredetileg Orson Welles Othelloja is szerepelt volna, de kitiltották annak állítólagos németellenes megfogalmazásai miatt. A fesztiválon egy retrospektív szekciót szenteltek a némafilmeknek.

## A fesztivál programja
Az alábbi filmek voltak versenyben az Arany Medve- és az Ezüst Medve-díjakért:
| Magyar cím                 | Eredeti cím                | Rendező          | Ország                                          |
| -------------------------- | -------------------------- | ---------------- | ----------------------------------------------- |
| Ha eljön a hajnal          | Cry, the Beloved Country   | Korda Zoltán     | Egyesült Királyság                              |
| Az ügynök halála           | Death of a Salesman        | Benedek László   | Amerikai Egyesült Államok                       |
| Királylány a feleségem     | Fanfan la Tulipe           | Christian-Jaque  | Franciaország, Olaszország                      |
| Un grand patron            | Un grand patron            | Yves Ciampi      | Franciaország                                   |
| Csoda Milánóban            | Miracolo a Milano          | Vittorio De Sica | Olaszország                                     |
| Egy nyáron át táncolt      | Hon dansade en sommar      | Arne Mattsson    | Svédország                                      |
| A köpeny                   | Il Cappotto                | Alberto Lattuada | Olaszország                                     |
| A vihar kapujában          | 羅生門                     | Kuroszava Akira  | Japán                                           |
| A folyó                    | Le Fleuve                  | Jean Renoir      | Franciaország, India, Amerikai Egyesült Államok |
| Tre storie proibite        | Tre storie proibite        | Augusto Genina   | Olaszország                                     |
| Unter den tausend Laternen | Unter den tausend Laternen | Erich Engel      | Nyugat-Németország, Franciaország               |
| Moglie per una notte       | Moglie per una notte       | Mario Camerini   | Olaszország                                     |

## Győztesek
- Arany Medve: Egy nyáron át táncolt (Arne Mattsson)[6]
- Ezüst Medve: Királylány a feleségem (Christian-Jaque)
- Bronz Medve: Ha eljön a hajnal (Korda Zoltán)

## Fordítás
- Ez a szócikk részben vagy egészben  a(z)   2nd Berlin International Film Festival című angol Wikipédia-szócikk fordításán alapul.  Az eredeti cikk szerkesztőit annak laptörténete sorolja fel. Ez a jelzés csupán a megfogalmazás eredetét és a szerzői jogokat jelzi, nem szolgál a cikkben szereplő információk forrásmegjelöléseként.